# Пауло Вітор
Пауло Вітор Барбоса де Карвальйо, відоміший як просто Пауло Вітор (порт. Paulo Vítor, нар. 7 червня 1957, Белен) — бразильський футболіст, що грав на позиції воротаря. Найбільш відомий за виступами в клубі «Флуміненсе», у складі якого став кількаразовим переможцем Ліги Каріока, а також у складі національної збірної Бразилії.

## Клубна кар'єра
Пауло Вітор народився в Белені, та розпочав виступи в професійному футболі в 1974 року виступами в місцевій команді СЕУБ, в якій грав до 1977 року. У цьому ж році став гравцем клубу «Операріо», а в 1978 році грав у складі клубів «Бразиліа» та «Віла-Нова». У 1979—1980 роках Пауло Вітор грав у складі клубу «Віторія» (Еспіриту-Санту).
У 1981 році Пауло Вітор став гравцем клубу «Флуміненсе» з Ріо-де-Жанейро. У складі однієї з найтитулованіших бразильських команд футболіст тричі поспіль у 1983, 1984 та 1985 роках вигравав Лігу Каріока, а в 1984 року став переможцем загальнобразильського чемпіонату країни.
У 1988 році Пауло Вітор перейшов до іншого клубу з Ріо-де-Жанейро «Америка», а наступного року став гравцем клубу «Корітіба», в якому грав до 1990 року. У 1990—1991 роках футболіст захищав ворота клубу «Спорт Ресіфі», а до кінця 1991 року грав у клубах «Сан-Жозе-дос-Кампос» та «Греміо Маринга». У 1992 році Пауло Вітор грав у складі команди"Клуб Ремо", а в 1993 році в клубі «Пайсанду» з Белена. Останнім клубом футболіста стала команда «Волта-Редонда», за яку він грав протягом 1994 року.

## Виступи за збірну
У 1984 році Пауло Вітор дебютував у складі національної збірної Бразилії. У складі збірної був учасником чемпіонату світу 1986 року у Мексиці, на якому на поле не виходив. Загалом протягом кар'єри у національній команді, яка тривала до роки, провів у її формі 8 товариських матчів, пропустивши 4 голи.
| Дата      | Місто               | Господарі | Результат | Гості     | Турнір              | Голи | Примітки |
| --------- | ------------------- | --------- | --------- | --------- | ------------------- | ---- | -------- |
| 17-6-1984 | Сан-Паулу           | Бразилія  | 0 – 0     | Аргентина | товариський матч    | -    |          |
| 25-4-1985 | Белу-Оризонті       | Бразилія  | 2 – 1     | Колумбія  | товариський матч    | -1   |          |
| 28-4-1985 | Бразиліа            | Бразилія  | 0 – 1     | Перу      | Copa Tancredo Neves | -1   |          |
| 2-5-1985  | Ресіфі              | Бразилія  | 2 – 0     | Уругвай   | товариський матч    | -    |          |
| 5-5-1985  | Салвадор (Бразилія) | Бразилія  | 2 – 1     | Аргентина | товариський матч    | -1   |          |
| 8-6-1985  | Порту-Алегрі        | Бразилія  | 3 – 1     | Чилі      | Відбір до ЧС 1986   | -1   | 46'      |
| 1-4-1986  | Сан-Луїс (Бразилія) | Бразилія  | 4 – 0     | Перу      | товариський матч    | -    |          |
| 17-4-1986 | Бразиліа            | Бразилія  | 3 – 0     | Фінляндія | товариський матч    | -    | 46'      |
| Усього    |                     | Матчів    | 8         |           | Голів               | -4   |          |